# گورستان لمبران
گورستان لمبران مربوط به هزاره اول قبل از میلاد است و در شهرستان ورزقان، بخش مرکزی، دهستان سینا، ۳۰۰ متری جنوب غربی روستای لمبران واقع شده و با شمارهٔ ثبت ۲۶۶۱۳ به‌عنوان یکی از آثار ملی ایران به ثبت رسیده است.